# Bárbara Seixas
Bárbara Seixas de Freitas (ur. 8 marca 1987 w Rio de Janeiro) – brazylijska siatkarka plażowa.